# Cruéjouls
Cruéjouls is een plaats en voormalige gemeente in het Franse departement Aveyron (regio Occitanie) en telt 417 inwoners (2005). De plaats maakt deel uit van het arrondissement Rodez. Op 1 januari 2016 fuseerde Cruéjouls met Coussergues en Palmas tot Palmas d'Aveyron. 

## Geografie
De oppervlakte van Cruéjouls bedraagt 18,1 km², de bevolkingsdichtheid is 23,0 inwoners per km².
De onderstaande kaart toont de ligging van Cruéjouls met de belangrijkste infrastructuur en aangrenzende gemeenten.

## Demografie
Onderstaande figuur toont het verloop van het inwonertal (bron: INSEE-tellingen).

Vanwege een beveiligingsprobleem met de MediaWiki Graph-software is het momenteel niet mogelijk deze grafiek weer te geven. Zodra de software is bijgewerkt zal de grafiek vanzelf weer zichtbaar worden.